# 김경도 (1980년)
김경도(1980년 4월 29일 ~ )는 대한민국의 전 축구 선수이며, 현 축구 지도자이다.